# Ân Hiếu Tổ
Ân Hiếu Tổ (chữ Hán: 殷孝祖, 415 – 466), người Trường Bình, Trần Quận , tướng lãnh nhà Lưu Tống trong lịch sử Trung Quốc.

## Thân thế
Họ Ân ở Trần Quận là đại tộc từ đời Hán, thủy tổ là Bắc Địa thái thú Ân Tục, nhưng cho đến các con của Ân Thức là Ân Tiện, Ân Dung cuối đời Tây Tấn mới bắt đầu hiển đạt, dự vào hàng ngũ sĩ tộc cấp cao. Ân Hạo – con trai của Ân Tiện – được xem là người họ Ân nổi tiếng nhất. Cháu nội Ân Dung là Ân Trọng Văn (nhà văn, con rể Hoàn Ôn), Ân Trọng Kham (thủ lĩnh quân phiệt) hoạt động cuối đời Đông Tấn; chắt nội là Ân Cảnh Nhân làm tể tướng thời Lưu Tống Văn đế. Những hậu duệ của Ân Bao (đồng thời với Ân Thức) có 6 anh em Ân Bất Hại nổi tiếng về đức nghĩa, học vấn; cháu nội Bất Hại là Ân Khai Sơn – khai quốc công thần nhà Đường.
Hiếu Tổ là chắt của Ân Tiện, ông cha đều không hiển đạt. 

## Cuộc đời và sự nghiệp
Hiếu Tổ thiếu thời phóng túng, ưa thích tửu sắc, có khí phách và tài năng.   Cuối những năm Nguyên Gia (424 – 453), được nhiệm chức Phụng triều thỉnh, Viên ngoại tán kỵ thị lang. Hiếu Vũ đế thấy ông có tài quân sự, ban chức phấn vũ tướng quân, Tế Bắc thái thú. Vào triều làm Tích xạ tướng quân. Đầu những năm Đại Minh (457 – 464), quân Bắc Ngụy xâm phạm Thanh Châu, đế sai Hiếu Tổ cứu viện, chịu sự chỉ huy của thứ sử Nhan Sư Bá, nhiều lần thắng trận. Trở về được thụ Thái tử Lữ bôn trung lang tướng, gia Long tương tướng quân. Cánh Lăng vương Lưu Đản chiếm cứ Quảng Lăng nổi loạn, ông theo Thẩm Khánh Chi đánh dẹp, lại có chiến công, được thăng làm Phủ quân, Ninh sóc tướng quân, Nam Tế Âm thái thú dưới quyền Tây Dương vương Lưu Tử Thượng. Ra làm Hu Dị thái thú, tướng quân như cũ. Về triều làm Hổ bôn trung lang tướng, vẫn nhận chức Ninh sóc tướng quân, Dương Bình, Đông Bình 2 quận thái thú. Lại được thăng Tế Nam, Nam Quận 2 quận thái thú, tướng quân như cũ. 
Năm Cảnh Hòa đầu tiên (465) thời Tiền Phế đế, giữ nguyên quân hiệu làm Đốc Duyện Châu chư quân sự, Duyện Châu thứ sử. Minh đế mới lên ngôi, nhiều nơi chống đối, cháu bên ngoại của Hiếu Tổ là Tư đồ tham quân Cát Tăng Thiều (người Dĩnh Xuyên) tiến cử ông, đế đồng ý. Bấy giờ Từ Châu thứ sử Tiết An Đô sai bọn Tiết Sách Nhi chẹn giữ đường lớn, Tăng Thiều theo lối nhỏ mới đến được, đề nghị Hiếu Tổ làm tiền khu cho Minh đế. Ông hỏi rõ tình hình, ngay hôm ấy bỏ lại vợ con, soái 2000 thủ hạ theo Tăng Thiều về kinh đô.  
Khi ấy triều đình chỉ giữ được mỗi quận Đan Dương, không lâu sau huyện Vĩnh Thế lại nổi loạn. Phản quân ở Nghĩa Hưng áp sát Duyên Lăng, trong ngoại lo lắng, bàn nhau bỏ trốn. Hiếu Tổ chợt đến, binh lực không ít, đều là tráng sĩ, lòng người trấn định trở lại. Được tiến hiệu Quan quân, Giả tiết, Đốc tiền phong chư quân sự, sai đi Hổ Hạm, đánh dẹp Lưu Tử Huân. Xa trượng ngự dụng vốn có mũ giáp, ống tay bằng đồng của Gia Cát Lượng, nỏ sức bắn 25 thạch không xuyên qua, Minh đế ban cả cho ông. Hiếu Tổ cậy mình được tín nhiệm, đe nẹt chư tướng, còn muốn làm tội những người trong đài quân có thân nhân tham gia quân đội của Lưu Tử Huân. Vì thế lòng người rời rã, chẳng vui lòng đi theo ông. Được tiến Sứ trì tiết, Đô đốc Duyện Thanh Ký U 4 châu chư quân sự, Phủ quân tướng quân, thứ sử như cũ. Khi ấy phản quân chiếm cứ Giả Kỳ, Hiếu Tổ sắp tiến đánh, cùng chủ tướng Vương Huyền Mô từ biệt, tỏ ra rất đỗi bi thương, khiến mọi người kinh ngạc. Ngày 3 tháng 3 ÂL năm Thái Thủy thứ 2 (466), ông cùng phản quân giao chiến, thường đặt cờ trống bên cạnh mình, trong quân có người bàn rằng: "Ân thống quân sắp chết đến nơi rồi. Nay cùng giặc giao phong, mà bày cờ hiệu làm lộ vị trí, nếu những kẻ thiện xạ tập trung mà bắn, muốn không bị giết, có được không?" Hôm ấy, trong trận trúng tên mà chết, được 52 tuổi.  
Được truy tặng Tán kỵ thường thị, Chinh bắc tướng quân, trì tiết, đô đốc như cũ; phong Tỷ Quy huyện hầu, thực ấp 1000 hộ. Năm thứ 4 (469), được truy cải phong Kiến An huyện, thụy là Trung hầu.   Các con của Hiếu Tổ đều bị Tiết An Đô giết, nên triều đình lấy cháu họ là Tuệ Đạt kế phong. 